# Heinrich Adrian von Borcke

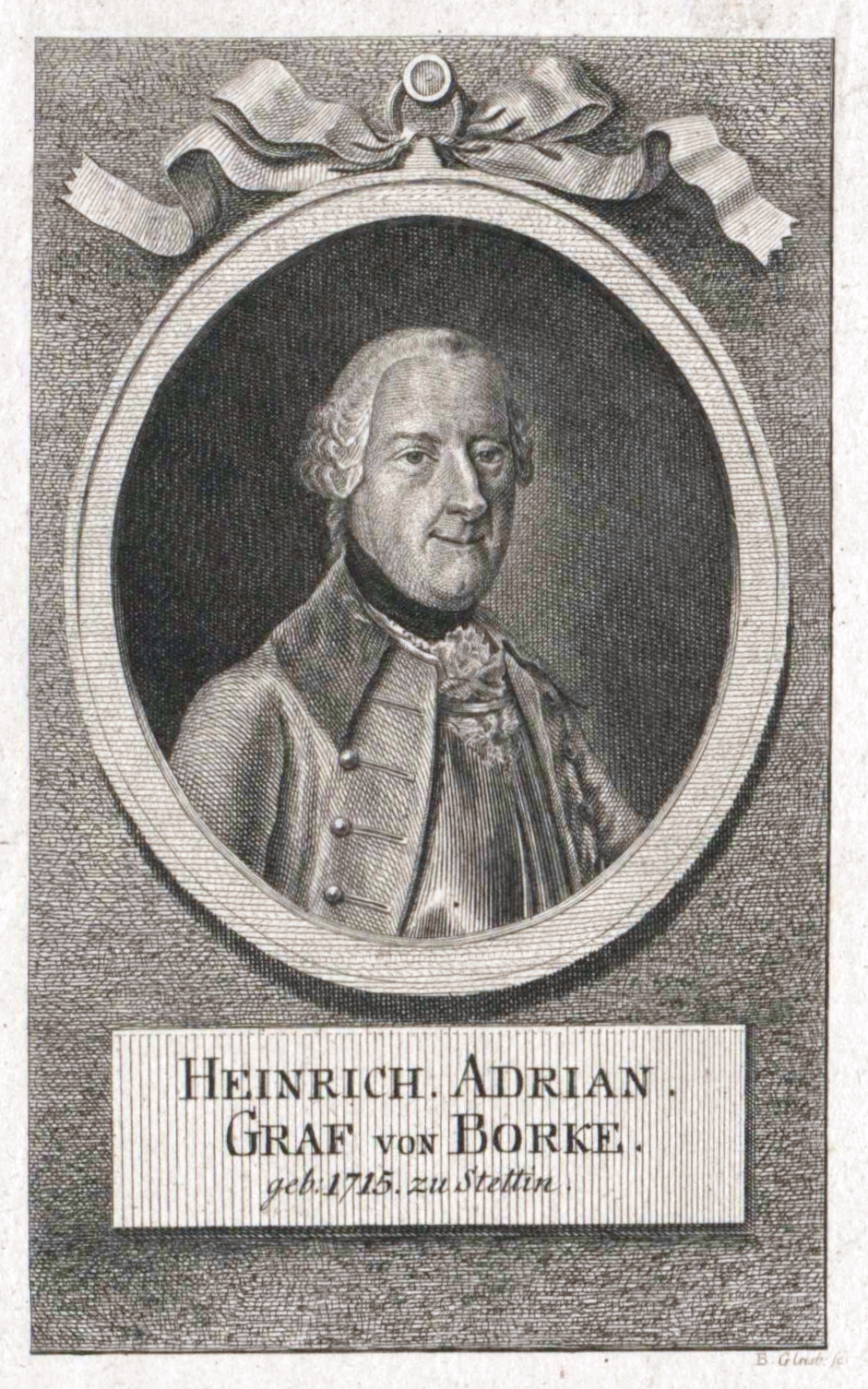
Heinrich Adrian von Borke, Stich von Benjamin Glassbach

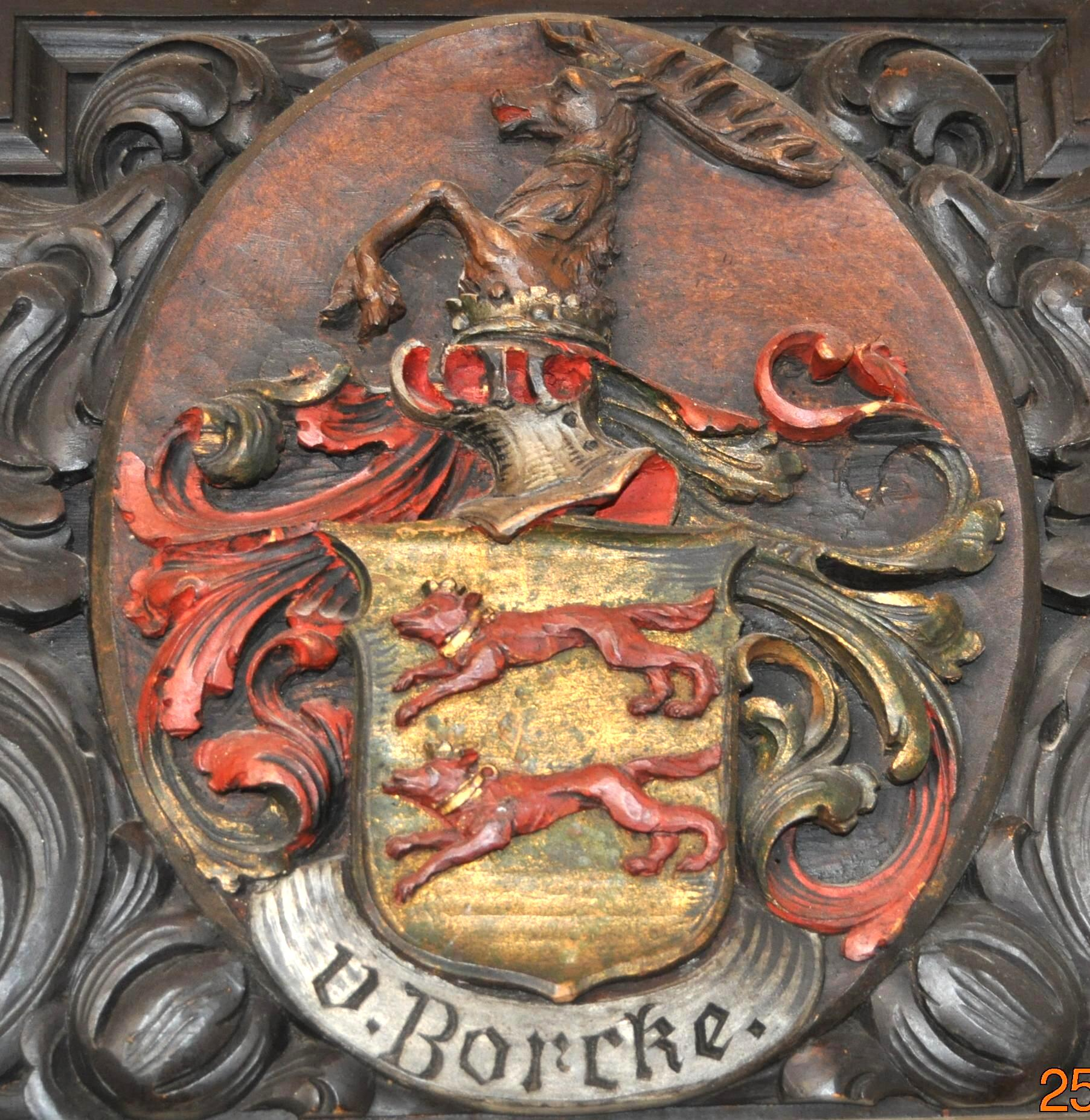
Herb rodowy rodu Borcke

Heinrich Adrian Graf von Borcke (ur. 4 kwietnia 1715 w Szczecinie, zm. 17 kwietnia 1788 w Starogardzie) – niemiecki oficer w służbie pruskiej. Był nauczycielem wojskowym późniejszego króla Fryderyka Wilhelma II. Awansowany do stopnia generała kawalerii.

## Rodzina
Urodził się w pomorskiej rodzinie szlacheckiej Borcke w Szczecinie. Jego ojcem był Adrian Bernhard von Borcke (1668-1741), który był wówczas namiestnikiem, później awansowany do stopnia feldmarszałka, następnie został hrabią (Graf) w 1740 roku. Matką była Antoinette Hedwig von Borcke. Poślubił 23 lipca 1743 w Monbijou Helenę Wilhelmine Henriette von Brand (1718–1770), córkę ministra Christiana von Branda. Para miała kilkoro dzieci.

## Kariera
- Studiował podobnie jak ojciec przed służbą wojskową
- Zaciągnął się do wojska
- W wojsku awansowany na stopień majora
- Król Fryderyk II mianował go nauczycielem wojskowym swojego siostrzeńca Fryderyka Wilhelma (ur. 1744, późniejszy król Fryderyk Wilhelm II Pruski)
- W 1752 Borcke został członkiem honorowym Pruskiej Królewskiej Akademii Nauk
- Borcke awansował w armii na stanowisko tzw. Oberhofmeistera księcia
- W 1755 zostaje podpułkownikiem
- W 1756 zostaje wychowawcą młodszego brata księcia, Heinricha (ur. 1747-1767)
- Pułkownikiem zostaje w 1759
- Generałem dywizji mianowany został w 1761
- W 1764 Borcke wypadł z łask króla. Ponieważ król dowiedział się, że Borcke zalecał księciu jako zasadę: „Państwo można uszczęśliwić utrzymując pokój, niż prowadząc najbardziej zwycięską wojnę”
- W 1764 powraca do swoich włości otrzymując dalej pensję
- Był rzecznikiem pomorskiej szlachty w sprawie utworzenia nowego, trzeciego banku pruskiego
- W 1781 bank powstał
- Kiedy były uczeń Borckego, Friedrich Wilhelm, w końcu został królem, ten ostatni uhonorował go w 1786 r., awansując do stopnia generała porucznika, z formalnym świadectwem nominacji sprzed 11,5 roku, a także odznaczył Orderem Czarnego Orła
- W 1787 awansowany został na generała kawalerii[2].